# Piazza Fontana
Piazza Fontana è una piazza centrale di Milano, adiacente a piazza del Duomo e piazza Beccaria.

## Descrizione
Su di essa si affaccia l'edificio dell'arcivescovado della diocesi ambrosiana. Al centro vi è un'artistica fontana di granito rosa di Baveno con statue in marmo di Carrara, opera di Giuseppe Piermarini e di Giuseppe Franchi.
Un lato della piazza è occupato dall'edificio in cui ha sede la Banca Nazionale dell'Agricoltura, dove, il 12 dicembre 1969, fu perpetrata la strage di piazza Fontana.

## Storia

Inizio secolo XX, arrotino nella piazza; si nota la pavimentazione acciottolata del tempo

La piazza dopo il bombardamento subito nel 1943

La piazza nacque di fatto sul finire del Settecento, con la riorganizzazione che il Piermarini fece degli spazi antistanti l'arcivescovado e la costruzione di una semplice fontana al centro (1780); alla piazza fu dato il nome provvisorio di Piazza Fontana, con l'idea di modificarlo in futuro.
Degli edifici che originariamente contornavano la piazza, si è conservato, dopo le distruzioni e gli sventramenti seguiti alla seconda guerra mondiale, solo l'edificio dell'arcivescovado. Il cinquecentesco palazzo del Capitano di Giustizia, che ora fa da quinta alla piazza sul lato est, era un tempo diviso da questa da un isolato di edifici, successivamente abbattuti.
In precedenza l'area era in gran parte occupata dal mercato ortofrutticolo (Verziere), che venne trasferito in una zona non molto lontana, l'attuale via Verziere. Il rifacimento della piazza ad opera del Piermarini comportò anche un rifacimento della facciata dell'arcivescovado, in cui vennero create ampie sagome di finestre, allo scopo di alleggerirne l'aspetto massiccio.
Nel 1807, in occasione dell'annessione del Veneto al Regno d'Italia, la piazza venne ribattezzata Piazza del Tagliamento, ma dopo la fine del Regno Italico la piazza tornò alla denominazione precedente.
Durante la Seconda guerra mondiale nell'agosto 1943 molti edifici attornianti la piazza furono pesantemente danneggiati o distrutti dai bombardamenti aerei sulla città, che fortunosamente risparmiarono la fontana al suo centro.

## Trasporti
- Duomo